# La Libertad (Nicaragua)
La Libertad es un municipio del departamento de Chontales en la República de Nicaragua.

## Geografía
La Libertad se encuentra ubicado a una distancia de 32 kilómetros de la ciudad de Juigalpa y a 175 kilómetros de la capital de Managua.

### Límites
El municipio tiene por límites son: al norte con el municipio de Camoapa, al sur con el municipio de San Pedro de Lóvago, al este con los municipios de Santo Domingo y El Ayote y al oeste con los municipios de Juigalpa y Cuapa.
- Altitud: 483 m s. n. m.
- Superficie: 774.5 km²
- Latitud: 12° 13′ 0″ N
- Longitud: 85° 10′ 0″ O.

### Ubicación
El municipio de La Libertad, está ubicado en la parte norte del departamento de Chontales, entre la cordillera de Amerrisque y los ríos que descienden hacia las llanuras de los municipios de Santo Domingo, San Pedro de Lóvago y El Ayote.

## Historia

### Primeros pobladores
Por la abundante riqueza de toponimias indígenas en el actual territorio liberteño se considera que los primeros pobladores eran de origen Sumo-Caribes quienes fueron desplazados por los Chontales.
El último asentamiento Caribe fue "El Jobo", ubicado a 2 kilómetros al occidente de la actual ciudad, fue abandonado en 1730 por una disentería que diezmara a sus habitantes.

### El Mineral
Entre 1710-1817 arribaron españoles y mestizos, promoviendo la ganadería extensiva. Descubrieron que los nativos lavaban las arenas auríferas del río Mico, lo que ocasionó inmigración de nacionales y extranjeros y motivó crear el asentamiento de "El Mineral".

### La Trinidad
Años después el poblado se llamó "La Trinidad" por los tres hermanos de apellido Conrado que llegaron y se quedaron. La otra versión es que las primeras autoridades fueron tres honorables personas que tenían el mismo nombre de "Miguel" y usaban una sola firma oficial "La Trinidad".

### La Libertad
Según el historiador Jerónimo Pérez (1838-1878), El Mineral pasó a llamarse "La Libertad" por un tahúr, Conrado, que decía a sus amigos perseguidos por la Policía: "Vámonos al Mineral; que ahí hay libertad de jugar, de beber y de todo". Poco después era general el nombre de La Libertad.
Desde el punto de vista histórico no se conocen datos que certifiquen el nombre y la fecha de fundación (ya que no existe información de los Archivos Nacionales), pero La Libertad se fundó entre 1816 y 1852.
El municipio fue fundado como pueblo en 1855. La Libertad fue elevada al rango de villa en 1886.

### Elevación a ciudad
Durante la administración del Doctor y General José Santos Zelaya, mediante Decreto Ejecutivo publicado en el "Diario de Nicaragua" N.º 111 (nombre antiguo de La Gaceta, Diario Oficial) del día miércoles 13 de marzo de 1895, pág. 2, La Libertad fue elevada a ciudad junto con Boaco; mientras que Camoapa era elevada a villa.

## Demografía
La Libertad tiene una población actual de 14,824 habitantes. De la población total, el 50.9% son hombres y el 49.1% son mujeres. Casi el 46.4% de la población vive en la zona urbana.

## Organización territorial
La cabecera municipal se localiza al sur del cerro "La Cruz" y en las márgenes del río Mico.
Está conformada por tres distritos que abarcan cuatro zonas y aglutinan siete barrios: Barrio Tasbapriss, Reparto "Camilo Ortega", "Villa Hermosa", "La Nueva Esperanza", Barrio "San Luis", "La Luz", "La Sapera" y barrio "Concepción de María".
Se subdivide su territorio rural en 25 comarcas con sus correspondientes asentamientos poblacionales: El Castillo, Cuscuás, Palmira, Tawa Arriba, Tawa Abajo, El Sabalar, Timulí, Amores del Sol, Carquita, El Parlamento, El Zancudo, Arenas, Pijibaye, Betulia, El Chamarro, El Escándalo, San Francisco del Coyol, San Francisco del Gamalote, El Espejo, Zapote de Oriente, Zapote de Occidente, Cosmatillo, San Buenaventura, Kinuma y Río Mico.

## Descripción
El comportamiento poblacional del municipio de La Libertad, Chontales está definido fundamentalmente por sus dos riquezas económicas más importantes: La Ganadería Mayor (Área Rural), y la Minería Mayor y menor Aurífera y Argentífera (Área Urbana y sub-urbana).
Grosso modo, sus pobladores se dispersan en el vasto territorio como pequeños conglomerados, en tres puertos de montaña (Betulia, Carquita y Palmira), en tres asentamientos cooperativos (San Marcos, Las Praderas, La Victoria), y en lugares aledaños a las fincas.
Es sumamente importante destacar que las actividades productivas mineras de mayor escala como la Empresa Minera Minisa y en menor escala la Cooperativa de Producción de Pequeños Mineros (Cooppemilich R.L.).

## Clima
Predomina el clima húmedo tropical, con precipitaciones anuales de 1200 y 2000 mm cúbicos; y una temperatura promedio que varía de 24 a 27 °C.

## Economía

### Actividad económica
Las principales actividades económicas principales del municipio son: la agricultura, ganadería, minería y el comercio.

### Minería
La mina a cielo abierto más grande de Nicaragua, se procesan seis mil toneladas de tierra y rocas cada día.

## Ecología
Desde el punto geomorfológico: clima, fisiografía, suelo, hidrografía, orografía, cobertura y uso actual y potencial del suelo, vocación de uso, explotación del sub suelo y medio ambiente; nos atrevemos a decir que el territorio municipal está ubicado en una posición privilegiada; que de hacerse una explotación y uso racional, las perspectivas de desarrollo económico y social a mediano y largo plazo son de proporciones incalculables y constituyen la reserva estratégica de recursos para nuestras generaciones.
Chontales como departamento establece ocho zonas climáticas, La Libertad tiene identificada seis, que genéricamente le califica como clima húmedo tropical, con temperatura media anual entre 25 y 27 °C y precipitación anual entre los 1200 y 2000 mm.
En relación con las unidades topográficas y pendiente se encuentran seis tipos, siendo las predominantes aquellos superiores al 15 %. En general, en todas las comarcas hay diferente rangos de pendiente, con amplio predominio de la topografía accidentada.
Los suelos por su textura son en su mayoría arcillosos, arcillosos arenosos, aunque también existen suelos arcillosos, a arcillosos pesados y franco arcillosos.
Hidrográficamente, La Libertad está ubicada en la cuenca del Río Escondido y algunos afluentes de ríos que desembocan en el Río Grande de Matagalpa ejemplo el Río El Murra. Sus principales ríos son: El Mico, Siquia, Tawa, La Cusuca, Timulí, Kurinwás, El Guineal, y entre las quebradas de invierno y verano sobresalen San Miguel, Kinuma y las Tetillas.
Orográficamente tenemos muchas elevaciones y las principales medidas en m s. n. m. son: El Chamarro 835, El Gobierno 720, Los Picachos 700, Loma San José 668, El Hormiguero 641, Loma El Peñón 640, El Mojón 625, Copelito 620, La Esperanza 570, San Jerónimo 561, Palo Solo 551, El Gallo 520 y Cerro Sombrero 500. También importantes Las Tetillas, El Tabaco, La Piedra del Tumbé, Cerro Macana, Cerro Chato, El Mono y Cerro el Castillo.
En la cobertura y uso actual del suelo se obtuvo información con productores y líderes de las diferentes comarcas y actualmente se tiene que: del área total del municipio, el 11.1 % es una reserva boscosa; para uso agrícola hay apenas un 5.6 %; para pastos más malezas que son naturales y en casi todo el municipio, ocupan en 82.5 % total; y en otro criterio se clasifican los de usos urbanos de menor relevancia.
Según INETER los principales criterios que se toman en consideración para obtener el mapa de uso potencial del suelo son: pendiente, profundidad, drenaje, textura, tipo de suelo, erosión y precipitación.
Disponemos de suelos con: a) vocación agrícola (maíz, frijol y sorgo), además puede ser utilizable para el desarrollo de cultivo semi perenne y perenne para la siembra de granos básicos durante el apante: b) vocación ganadera aptas para el desarrollo de sistemas ganaderos, también tiene potencial para cultivos restringidos (arroz y caña de azúcar); y podrían ser apropiadas para sistema agrosilvo pastoriles de tipo extensivo e intensivo: c) de vocación forestal o sea aptas para la producción de recursos madereros y d) áreas de conservación y protección que se encuentran a lo largo te todo el municipio, exceptuando San Francisco del Gamalote y el Casco Urbano.

## Tradiciones

### Virgen de La Luz
La festividad religiosa más celebrada, desde hace más de 150 años (1865), es en honor a la Nuestra Señora de la Luz Coronada, del 9 al 12 de mayo, tradición iniciada por el presbítero Jesús Manuel de Subirana más posterior impulso del sacerdote Juan Francisco Cabistan.
Se cuenta que fue el padre Jesús Manuel quien mando a tallar la primera imagen de La Virgen de La Luz, llamada "La Vestida", que aún está en la iglesia parroquial. 
Cada 9 de mayo, a las tres de la tarde se hace la lectura de un Cartel y Los Enmascarados recorren la ciudad entre explosiones de fuegos pirotécnicos (bombas, cohetes) y el acompañamiento de la comunidad, llegan a la casa del Mayordomo, en donde se arregla el altar. Luego se trasladan al templo católico donde se realiza una misa muy concurrida, con amor desbordante de los creyentes. Después, la imagen peregrina saliendo hacia "La Ermita"" en las afueras de la ciudad sobre la carretera hacia Juigalpa.
A las 9 de la mañana del 10 de mayo, los Enmascarados se reúnen en "Las 4 Esquinas Plispliseñas" (nombradas así en recuerdo a un lugareño a quien llamaban "Plisplis"), desde donde salen a traer a la imagen para "El Tope" con un desfile de montados.
El 11 de mayo, la imagen sale de La Ermita hacia la iglesia parroquial para la misa solemne presidida por el Obispo de la Diócesis de Juigalpa junto al párroco y miembros del Clero diocesano invitados. 
Otras festividades religiosas son:
- Se conmemora Semana Santa.
- Fiesta en honor a Santa Rita de Casia, el 22 de mayo, en la comunidad Carquita.
- Fiesta en honor a María Auxiliadora, el 24 de mayo, en la comunidad El Naranjal.
- Fiesta en honor a San Pedro Apóstol, el 22 de febrero (cátedra de san Pedro en Antioquía), a partir de 1987.
- Fiesta en honor al Divino Niño, el 24 y 25 de diciembre, con un desfile de niños cabalgando caballitos de palo.

## Personajes célebres
- Miguel Obando y Bravo, S.D.B. Cardenal de la Iglesia católica, primer cardenal de Centroamérica, Arzobispo emérito de la Arquidiócesis de Managua y quien fuera Obispo auxiliar de la Diócesis de Matagalpa. Declarado Prócer por la Asamblea Nacional de Nicaragua.

- Daniel Ortega, guerrillero y político: Presidente de la República de Nicaragua (1985-1990, 2007-2012, 2012-2017, 2017-2022 y 2022-2027); Secretario general del FSLN (1991-); comandante de la Revolución Popular Sandinista; Jefe guerrillero en el Frente Norte "Carlos Fonseca".

- Rigoberto Cruz, maestro, universitario, fundador del FLN (Frente de Liberación Nacional) y mítico guerrillero sandinista conocido como "Pablo Úbeda".

- Omar Halleslevens, militar y político: Vicepresidente de La República de Nicaragua (2012-2017); Comandante en jefe del EPS (2005-2010); Comandante Guerrillero de la Revolución Popular Sandinista (1974-1979).

- Walberto López Tenorio (1935-), deportista en tenis de mesa, Campeón Nacional invicto 18 años consecutivos 1956-1973 (récord); Campeón Centroamericano 5 años consecutivos (1961-1965); Campeón Norteamérica, Centroamérica y el Caribe (NORCECA 1966).

- Carlos Garzón, orfebre y empresario, fundador y dueño de la famosa "Joyería Garzón".